# 平成23年台風第9号
平成23年台風第9号（へいせい23ねんたいふうだい9ごう、アジア名：ムイファー/Muifa）は2011年7月28日に発生した台風である。

## 概要

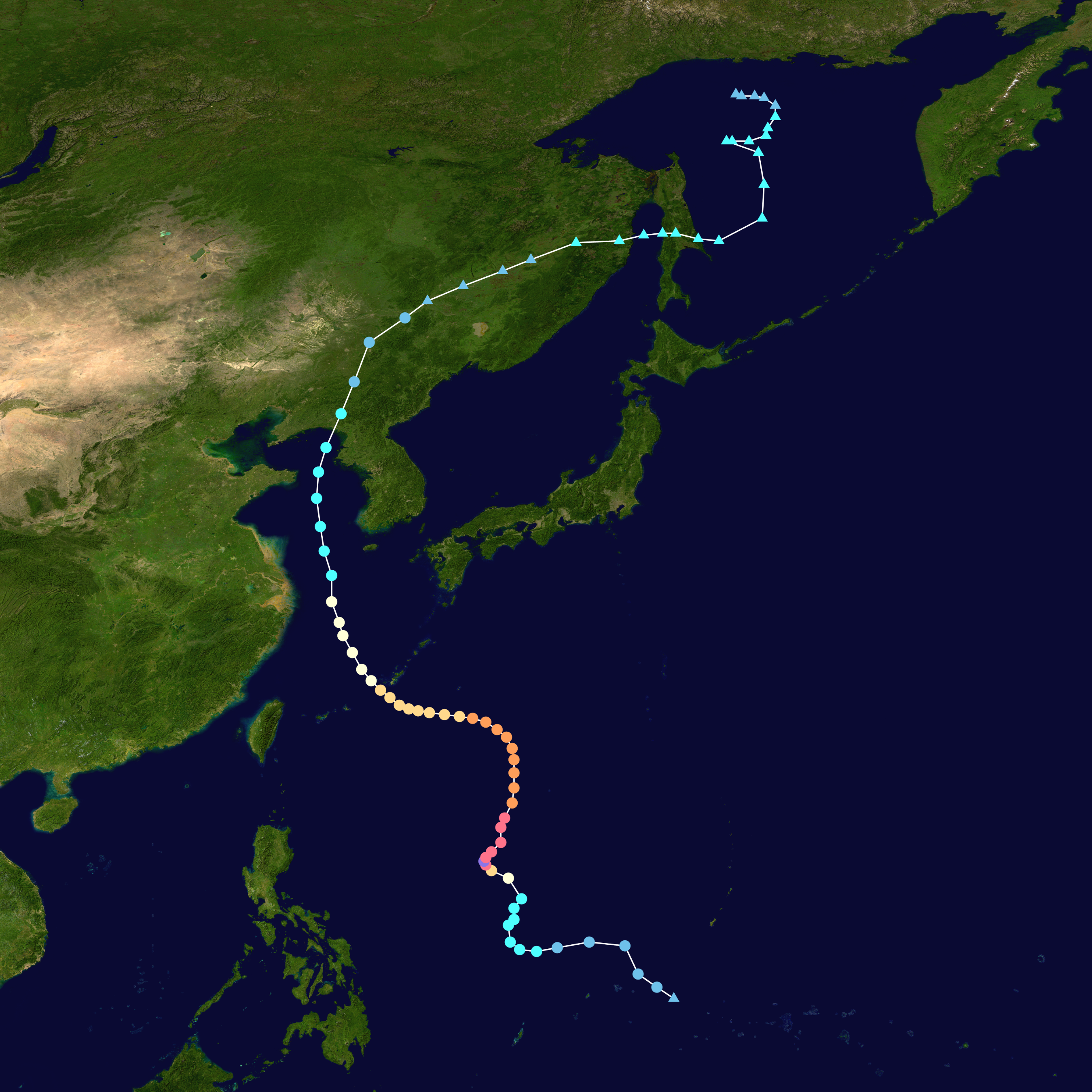
進路図

7月27日9時に北緯10度、東経142度のカロリン諸島で熱帯低気圧が発生し、28日午後3時にフィリピンの東で台風に昇格したため、アジア名「ムイファー（Muifa・梅花）」と命名された。命名国はマカオで、「梅の花」を意味する。また、フィリピン大気地球物理天文局はこの台風について、フィリピン名「カバヤン（Kabayan）」と命名した。台風は勢力を強めながら北上し、8月4日午後3時頃に沖縄県が暴風域に入り、沖縄本島では中南部が4日午後3時、北部は6時に暴風域に入ってから6日正午頃まで、実に一日半以上、中南部では45時間にもにわたって暴風域に留まり続けた。沖縄本島が24時間以上暴風域に留まり続けたのは、2004年の台風18号以来のことである。また、40時間以上暴風域に巻き込まれたのは、53時間暴風域に入った2001年の台風16号以来のことである。さらに6日午前までの24時間雨量について、本部町は610ミリ、名護市は459ミリと、いずれも観測史上最高値を記録した。9号はその後も北上を続けて北朝鮮に上陸した後、9日の21時に温帯低気圧に変わった。
なお、台風9号からの暖かく湿った気流が、新潟・福島豪雨をおこした前線へ流れ込んだが、間接的影響であるため台風9号と新潟・福島豪雨は別災害として扱われている。

## 被害
沖縄県では、台風がゆっくりとした速度で進んでいたこともあり、影響が長引き、8人の重傷者含む42人が負傷し、最大9万8000世帯が停電したほか、農業面では6億6273万円の被害を被った。台風の影響で波が高くなった関東地方では8月3日、千葉県と神奈川県の海の沖合で漁船3隻が相次いで転覆する事故があり2人が死亡し1人が軽傷を負った。また韓国では4人が死亡し、北朝鮮でも100棟以上が破壊され10人を超える死者・負傷者を出した。また、フィリピンでも4人が死亡している。